# Conus brunneus
Conus brunneus är en snäckart som beskrevs av Charles Thorold Wood 1828. Conus brunneus ingår i släktet Conus och familjen kägelsnäckor. Inga underarter finns listade i Catalogue of Life.

## Bildgalleri

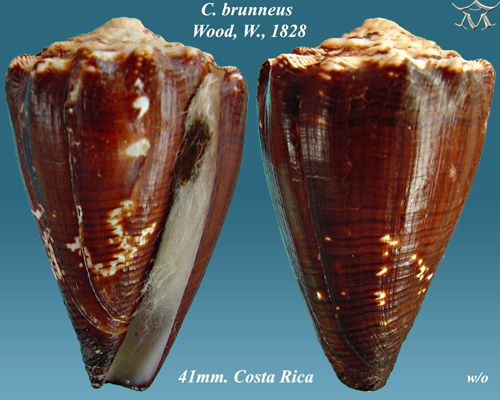
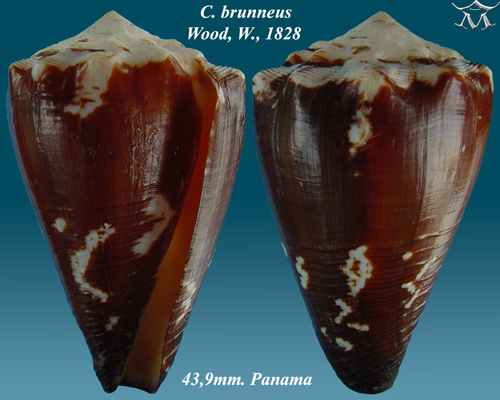
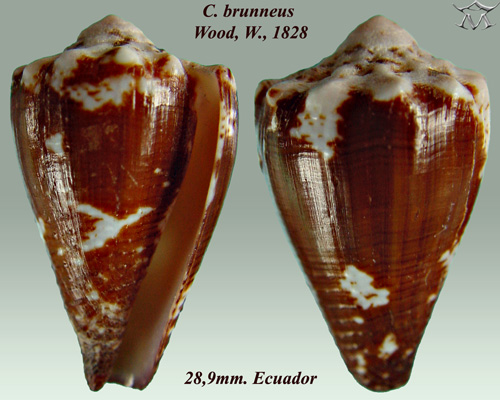
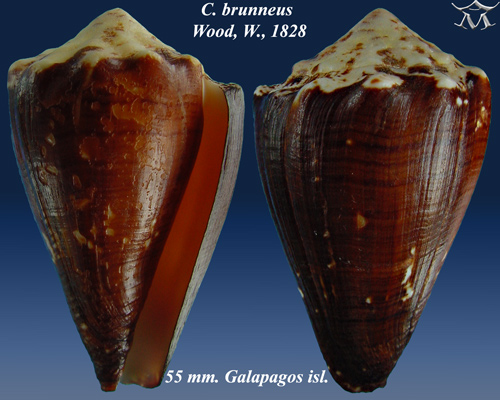